# Коллетт, Эрни
Эрнест Джон Коллетт (англ. Ernest John Collett; 3 марта 1895, Торонто, Канада — 21 декабря 1951, Торонто, Канада), более известный как Эрни Коллетт (англ. Ernie Collett) — канадский профессиональный хоккеист, чемпион I зимних Олимпийских игр в составе сборной Канады.

## Карьера
Эрни Коллетт начал свою карьеру хоккеиста, выступая с 1915 по 1921 годы за любительские клубы Хоккейной ассоциации Онтарио. С 1921 по 1923 годы выступал за канадский клуб «Торонто Грэнитс», с которым дважды — в 1922 и 1923 годах — становился обладателем Кубка Аллана. Победа в 1923 году дала право команде представлять Канаду на хоккейном турнире I зимних Олимпийских игр, проводившихся во французском Шамони. Ему была предоставлена честь пронести флаг Канады на церемонии их открытия. В составе своей сборной Эрни Коллетт стал олимпийским чемпионом, сыграв 2 из 5 матчей, отстояв игру группового этапа против шведов на ноль и пропустив от Великобритании 2 шайбы в игре финального раунда.
После завершения игровой карьеры он занимался судейством хоккейных матчей Хоккейной ассоциации Онтарио, а также имел свой швейный бизнес.